# HD 101177
HD 101177，又名BD+45 1947，SAO 43841、HR 4486，是一颗恒星，视星等为6.44，位于銀經157.05，銀緯66.91，其B1900.0坐标为赤經11h 33m 29.1s，赤緯+45° 66.91′ 42″。